# Хейнан-Мару
Хейнан-Мару — корабель, який під час Другої світової війни брав участь у операціях японських збройних сил на Тихому океані. 
Судно спорудили як SS Channel Queen в 1912 році на британській верфі Goole Shipbuilding & Repairing у Гулі для компанії London & Channel Islands Shipping. В 1920-му новим власником стала Limerick Steamship, яка перейменувала судно на SS Kilcloher. 
В 1942-му судно потрапило в руки японців та було перейменоване на «Хейнан-Мару».
8 грудня 1942-го «Хейнан-Мару» знаходилось у північній частині Макассарської протоки, де було перехоплене американським підводним човном USS Gar та потоплене артилерійським вогнем.